# Befordringsfradrag
Befordringsfradrag er et ligningsmæssigt fradrag for dem, der tilbagelægger mere end 24 km dagligt mellem hjemmet og arbejdspladsen. Det kaldes også kørselsfradrag.

## Befordringsfradrag i Danmark
Fradraget beregnes fra antal kilometer, der bliver kørt mellem arbejdsplads og hjem.
Det er uden betydning, hvilket transportmiddel du bruger, og hvis flere kører i samme bil, har hver enkelt ret til befordringsfradrag.
Taksterne blev sat ned i 2021 og var herefter følgende
- De første 24 km: intet fradrag
- 25 – 120 km: 190 øre pr. km
- Over 120 km: 95 øre pr. km (194 øre i udkantskommuner)

Ved krydsning af Storebælt og Øresund gives hhv. 15 og 8 kroner pr. overfart, såfremt man bruger offentlig transport. Bruger man bil får man hhv. 110 og 50 kroner pr. overfart. Kører man flere sammen, så vil kun den, der har udgiften for broen, få brofradraget.
Beboere i udkantsdanmark får samme fradag for km over 120, som for 24 – 100 km.